# 住み込み
| ウィキペディアには「住み込み」という見出しの百科事典記事はありません（タイトルに「住み込み」を含むページの一覧/「住み込み」で始まるページの一覧）。 代わりにウィクショナリーのページ「すみこみ」が役に立つかもしれません。 |